# Santuario della Beata Vergine della Colonna
Il santuario della Beata Vergine della Colonna, più conosciuto come Madonna della Colonna, fu edificato a Fano nel 1796 in onore della beata Vergine delle Grazie ed è stato demolito per necessità militari nel 1940.

## Storia
Il sacerdote Pietro Ricchi decise di innalzarlo, attingendo al proprio patrimonio e alle numerose offerte dei fedeli, su un pezzo di terreno lungo la strada che si dirigeva verso il Metauro donato dalla nobile famiglia dei conti Galantana, per dare degna collocazione a un'immagine della Madonna molto venerata per i suoi prodigi e le sue grazie. Poiché tale immagine settecentesca (custodita dal 1944 nella chiesa di San Francesco da Paola della vicina frazione Tre Ponti) era posta su una colonna, il santuario fu ben presto chiamato "Madonna della Colonna" e successivamente, con lo sviluppo edilizio e l'inglobamento urbano della periferia fanese nel corso del Novecento, anche il quartiere sorto all'intorno prese il nome La Colonna.
La chiesa, progettata dall'architetto Prospero Selvelli, misurava 15 metri in lunghezza e 12 metri in larghezza ed era composta da tre navate suddivise da arcate che poggiavano su pilastri con volta a botte in quella centrale e volte a crociera in quelle laterali. Nell'abside era custodita l'immagine miracolosa, raffigurante la Madonna fra nuvole e raggi e fiancheggiata da angeli. Come l'interno, anche la facciata era tripartita, con paramento in laterizi a vista. Negli anni tra il 1902 e il 1933, anche in seguito a un terribile terremoto che colpì la zona nel 1930, furono eseguiti numerosi restauri, quasi tutti resi possibili grazie alle offerte dei fedeli.
Nell'agosto del 1940 si dovette procedere all'ampliamento del campo d'aviazione dell'allora Scuola piloti della Regia Aeronautica e il santuario venne demolito. Le autorità ecclesiastiche e municipali pensarono all'opportunità di ricostruirlo così com'era in un'altra zona della città, ma il progetto non si concretizzò perché, alla tragica conclusione della guerra, la città aveva altre priorità e non c'erano fondi disponibili.
Analogie nell'origine e nella rappresentazione della Vergine si possono riscontrare con il Santuario di Santa Maria del Ponte Metauro, situato sempre nella città di Fano nel quartiere Ponte Metauro.